# Macquarie Base
Macquarie Base är en permanent forskningsstation på Macquarieön i södra Stilla havet . Den hör till delstaten Tasmanien i Australien, och är belägen omkring 1 500 kilometer sydost om delstatshuvudstaden Hobart.